# Amegilla alpha
Amegilla alpha är en biart som först beskrevs av Cockerell 1904.  Amegilla alpha ingår i släktet Amegilla och familjen långtungebin. Inga underarter finns listade i Catalogue of Life.